# Comté de Nassau-Beilstein (1607-1620)
Pour les articles homonymes, voir Comté de Nassau.
1607–1620
Le Comté de Nassau-Beilstein fut de 1607 à 1620 un État du Saint-Empire.

## Création
Après la mort de Jean VI de Nassau-Dillenburg, les terres de ce dernier furent partagés entre ses cinq fils. Le troisième, Georg (1562-1623), reçut le comté de Nassau-Beilstein.

## Dissolution
Après la mort de ses deux ainés, Georg récupéra le comté de Nassau-Dillenburg et mis fin au comté de Nassau-Beilstein. 

## Liens Web
- Ortsteil Beilstein auf der Webseite der Gemeinde Greifenstein
- Stammtafeln des Hauses Nassau
- Genealogie Nassau-Beilstein (englisch)